# Stand Watie

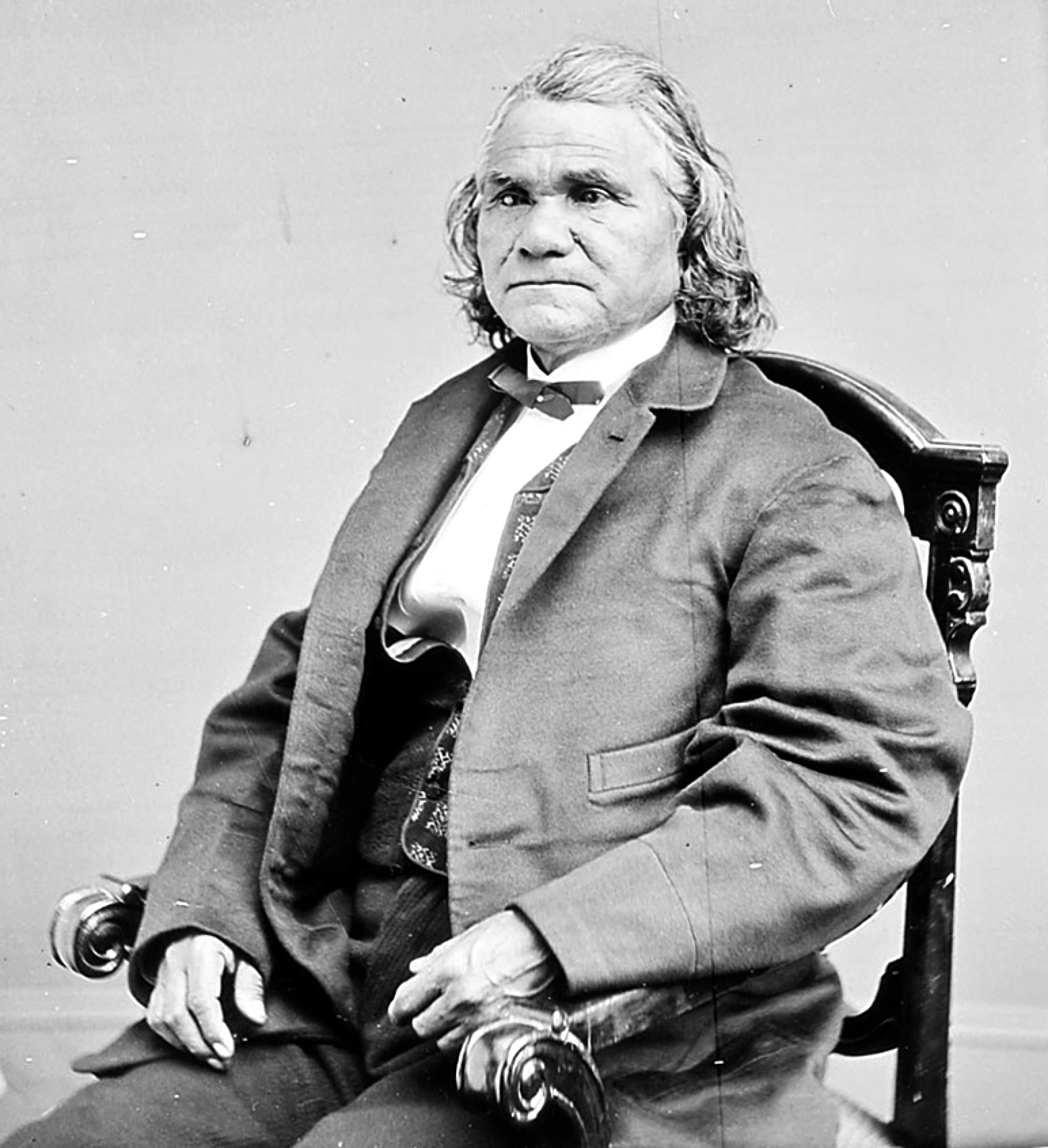
General Stand Watie

Stand Watie (12 de dezembro de 1806 – 9 de setembro de 1871) (também conhecido como Standhope Oowatie, Degataga "stand firm" e Isaac S. Watie) foi um líder da nação Cherokee e um general-de-brigada confederado durante a Guerra Civil Americana. Ele comandou uma cavalaria confederada formada por índios, principalmente Cherokees, Creeks e Seminoles.

## Biografia
Watie nasceu em Oothcaloga (atual Calhoun, Geórgia), filho de Uwatie (nome Cherokee) ou David Uwatie (nome cristão) com Susanna Reese. Ele foi irmão de Gallegina "Buck" Watie (Elias Boudinot). Os irmãos tinham parentesco com o Major Ridge e John Ridge. Stand Watie, que também se tornou cristão recebeu o nome de Isaac Oowatie; entretanto, ele preferia a tradução para o inglês do seu nome Cherokee - Takertawker ("Stand Firm"). Mais tarde,o "U" foi retirado e o nome da família ficou Watie.
Stand Watie aprendeu a ler e escrever inglês na Igreja da missão moraviana em Springplace, Geórgia e ocasionalmente cooperava com textos para o jornal Cherokee Phoenix, engajado na disputa contra a repressão do Estado da Geórgia e os atos legais anti-indígenas. Mais tarde, quando ouro foi descoberto nas terras dos Cherokee no noroeste da Georgia, milhares de brancos invadiram as terras dos índios. Mesmo havendo um tratado federal que protegia os índios das ações dos estados, em 1832 a Geórgia confiscou muitas das terras dos Cherokee e a milícia destruiu o Cherokee Phoenix.
Os irmãos Watie concordaram com a remoção dos Cherokee para Oklahoma e foram membros do Partido Ridge que assinou o Tratado de Nova Echota. O anti-remoção Partido Ross (eleito democraticamente pela maioria) recusou a ratificar o tratado. Watie, sua família e outros Cherokees se mudaram para o Oeste. Muitos Cherokees (e seus escravos negros) contudo permaneceram nas terras do Leste e foram forçados à remoção pelo governo em 1838, enfrentado a jornada que ficou conhecida como "Trilha das Lágrimas" em que milhares de nativos morreram. O Partido Ross marcou Stand e Buck Watie e a família Ridge para serem assassinados. Dos quatro homens mencionados, apenas Stand Watie conseguiu fugir e sobreviver.
Watie possuía escravos e começou uma plantação bem sucedida no Riacho Spavinaw no Território Indígena. Ele serviu como conselheiro Cherokee de 1845 a 1861, na maior parte do tempo como porta-voz.

## Guerra Civil
Watie foi um dos dois nativos americanos que lutaram na Guerra Civil e chegaram ao posto de general. O outro foi Ely S. Parker, um índio Seneca que lutou do lado da União.
Após o chefe John Ross e o Conselho Cherokee decidirem apoiar os Confederados, Watie organizou um regimento da cavalaria. Em outubro de 1861 ele foi graduado como Coronel. Seus homens lutaram contra as tropas da União e também contra as facções dos Cherokee, bem como os Creek e Seminole que haviam ficado do lado dos legalistas. Watie se destacou na Batalha de Pea Ridge, Arkansas, uma vitória da União em 8 de março de 1862. As tropas de Watie capturaram posições da artilharia da União e cobriram a retirada das forças confederadas do campo de batalha.
Após o apoio Cherokee aos confederados ter sido abalado, Watie continuou a comandar seus cavalarianos remanescentes. Ele foi promovido à general-de-brigada pelo general Samuel Bell Maxey e recebeu o comando da Primeira Brigada Índia, composta da cavalaria Cherokee e três batalhões de infantaria Cherokee, Seminole e Osage. As tropas se posicionaram ao sul do Rio Canadian e periodicamente o cruzavam para dentro do território da União. Eles lutaram em numerosas batalhas e escaramuças nos estados confederados do Oeste, incluindo o Território Indígena, Arkansas, Missouri, Kansas e Texas. As forças de Watie lutaram na maior parte das batalhas ocorridas ao oeste do Rio Mississippi. Watie também participou daquela que é considerada a maior vitória confederada da guerra no Território Indígena, que ocorreu em  Cabin Creek em setembro de 1864. O general Richard Montgomery Gano liderou uma ofensiva para capturar um trem federal que trazia mulas, suprimentos e outros itens necessários para as tropas.
Durante a Guerra a família de Watie permanecera com outros confederados e formou o Partido Ridge Cherokees no Texas.
Em 23 de junho de 1865, após a Batalha de Doaksville, na área do Forte Towson pertencente à nação Choctaw no Território Indígena, Watie assinou o acordo de cessar-fogo com representantes da União, se tornando o último general confederado a se render.

## Ligações Externas
- Genealogia de Stand Watie (em inglês)
- Biografia de Stand Watie (em inglês)